# Ernst Bessey
Ernst Athearn Bessey (1877-1957) va ser un botànic i micòleg estatunidenc que va ser professor de micologia i botànica a la Universitat de l'Estat de Michigan. Ell era fill del botànic, Charles Edwin Bessey.
Bessey es va traslladar a Alemanya on va preparar el seu doctorat a la Universitat de Halle sota la supervisió de Georg Klebs. Després de graduar-se el 1904 va explorar agrícolament pel United States Department of Agriculture (USDA), Rússia, l'Àsia central i Algèria. A la seva tornada als Estats Units treballà per l'USDA i la Universitat de l'Estat d'Indiana fins a traslladar-se a la Michigan State University el 1910.
Bessey va ser membre fundador de la Mycological Society of America i la va presidir el 1941.
Ernst Bessey Hall de la Michigan State University rep el seu nom.